# 菁寮聖十字架天主堂
23°22′41″N 120°20′24″E / 23.378191°N 120.339925°E
菁寮聖十字架天主堂是位於臺灣臺南市後壁區的天主教教堂，興建於1955-1960年，最初由方濟會管理，但在1991年後轉交聖若望修會管理。教堂建物由方濟會德國籍創堂神父楊森（Father Eric Jansen）委託德國建築師哥特佛萊德·波姆（Gottfried Böhm）所設計。
根據楊森神父在其日記中的記載：「新建教堂約需600坪土地，位於菁寮村東南方出口處，通往後壁大街旁，磨坊對面。磨坊主人以新台幣兩萬八千元出售該土地，每坪48元。波姆建築師於1956年聖誕節，完成教堂建築設計圖。」
在波姆於1986年獲得普利茲克建築獎後，該教堂在臺灣的建築價值與時代意義更加受到重視。而在2001年的歷史建築百景徵選活動中，該建築被票選為第23名。該教堂主保為聖魯德克主教。聖堂左側的壁龕為朝拜聖體堂，內有鑲有極小片真十字架纖維的十字架以及聖瑪利亞·葛萊蒂的聖髑。

## 建築特色
聖十字架堂的建築由四個角錐尖頂組成，分別為「鐘樓」、「聖洗堂」、「聖殿」、「聖體小堂」，其最大特徵是其外觀均為包覆鋁皮角錐尖頂，圓錐頂上各有不同的基督信仰標記，分別為「公雞」、「鴿子」、「十字架」、「王冠」，指出這些禮儀空間的特殊意涵和作用；而這些狀似秋收之後田間稻草堆的四個尖錐建物，也形似帳幕，意指「天主居住在人間的帳幕」。此外該座教堂的深紅色木質門窗與不規則紋樣的花玻璃，均使得這座建築與當地傳統紅牆紅瓦建築形成強烈對比，並成為當地的著名地標。

## 圖片

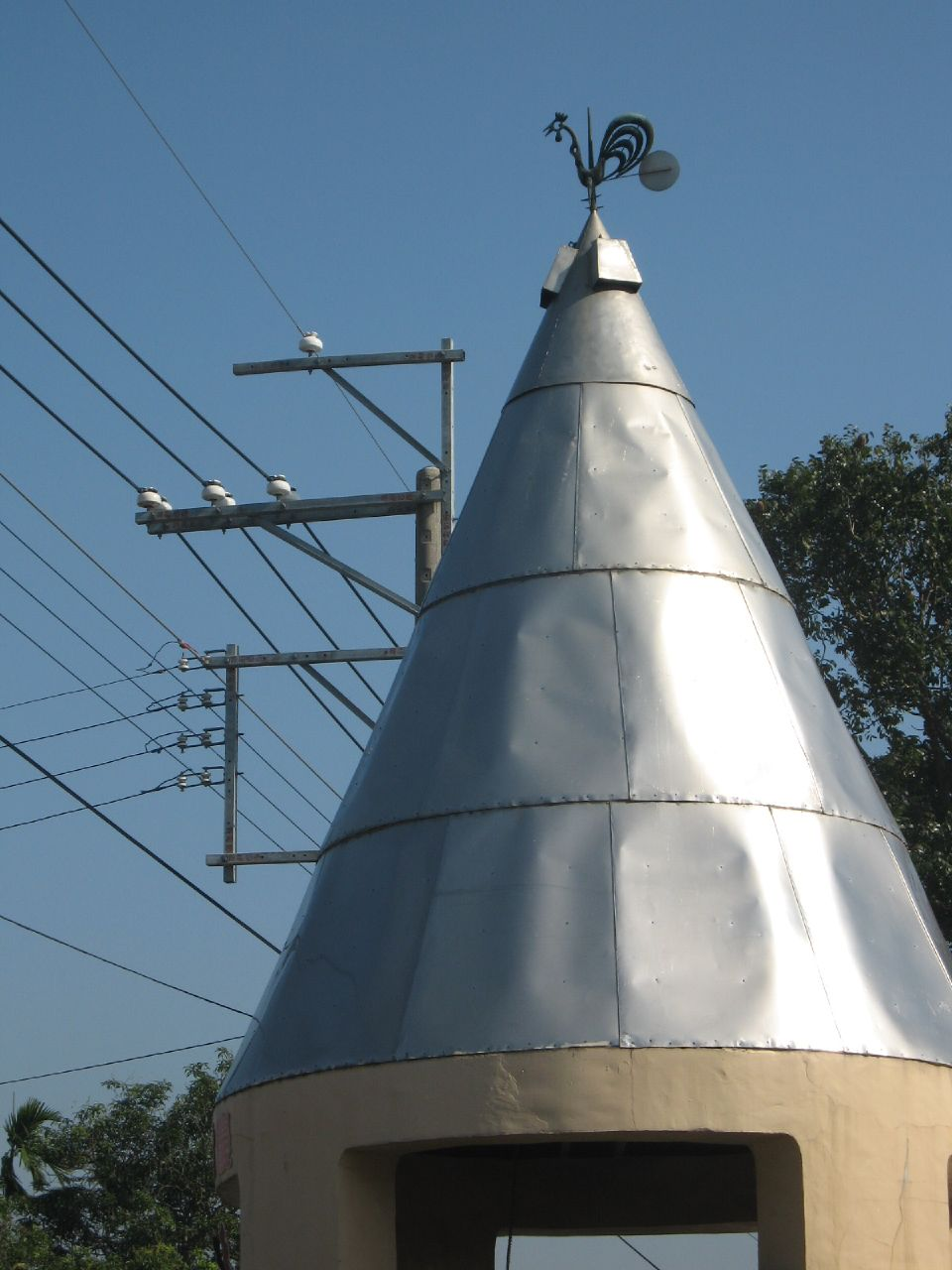
「雞」的尖頂。
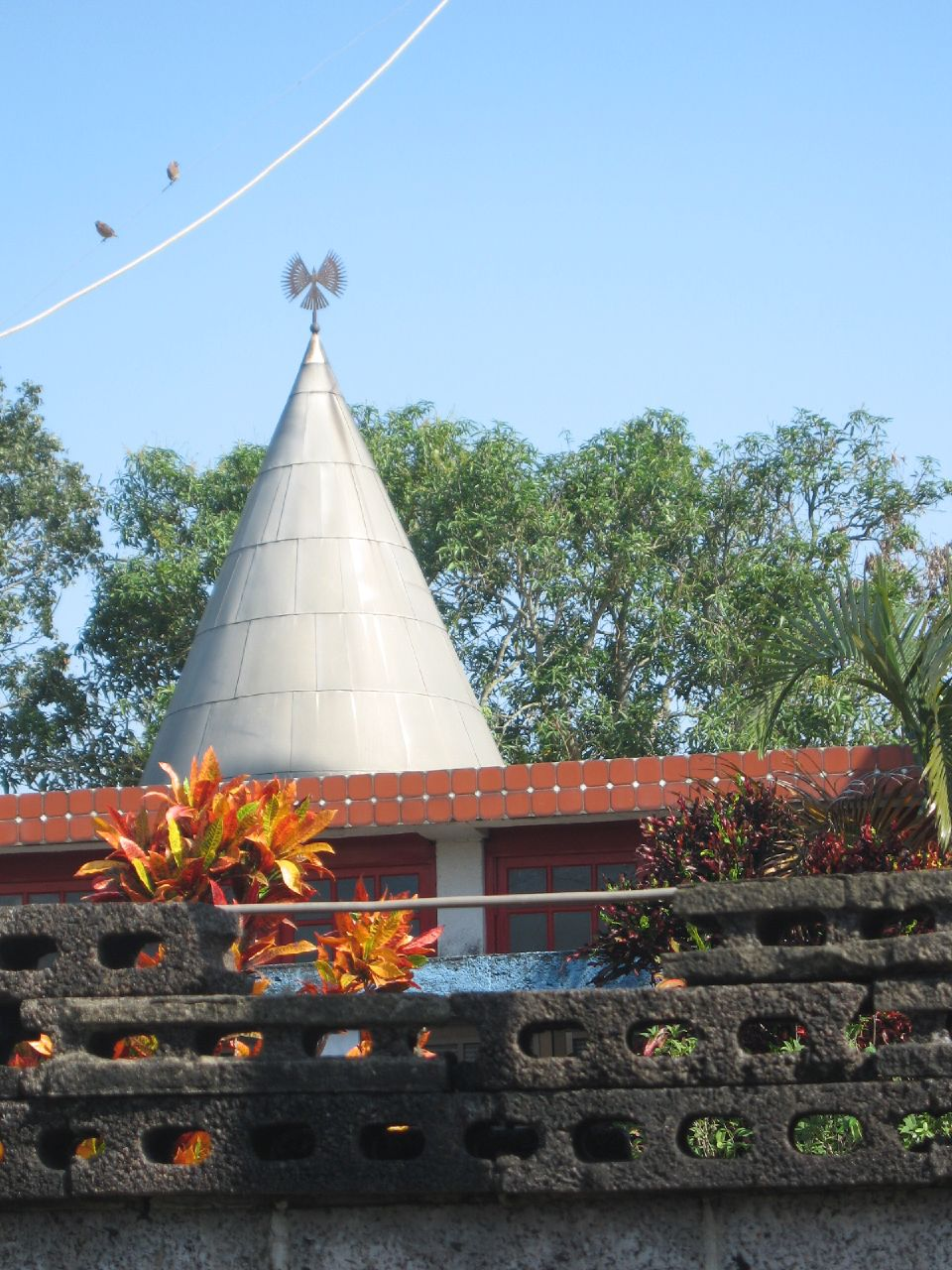
「鴿子」的尖頂。
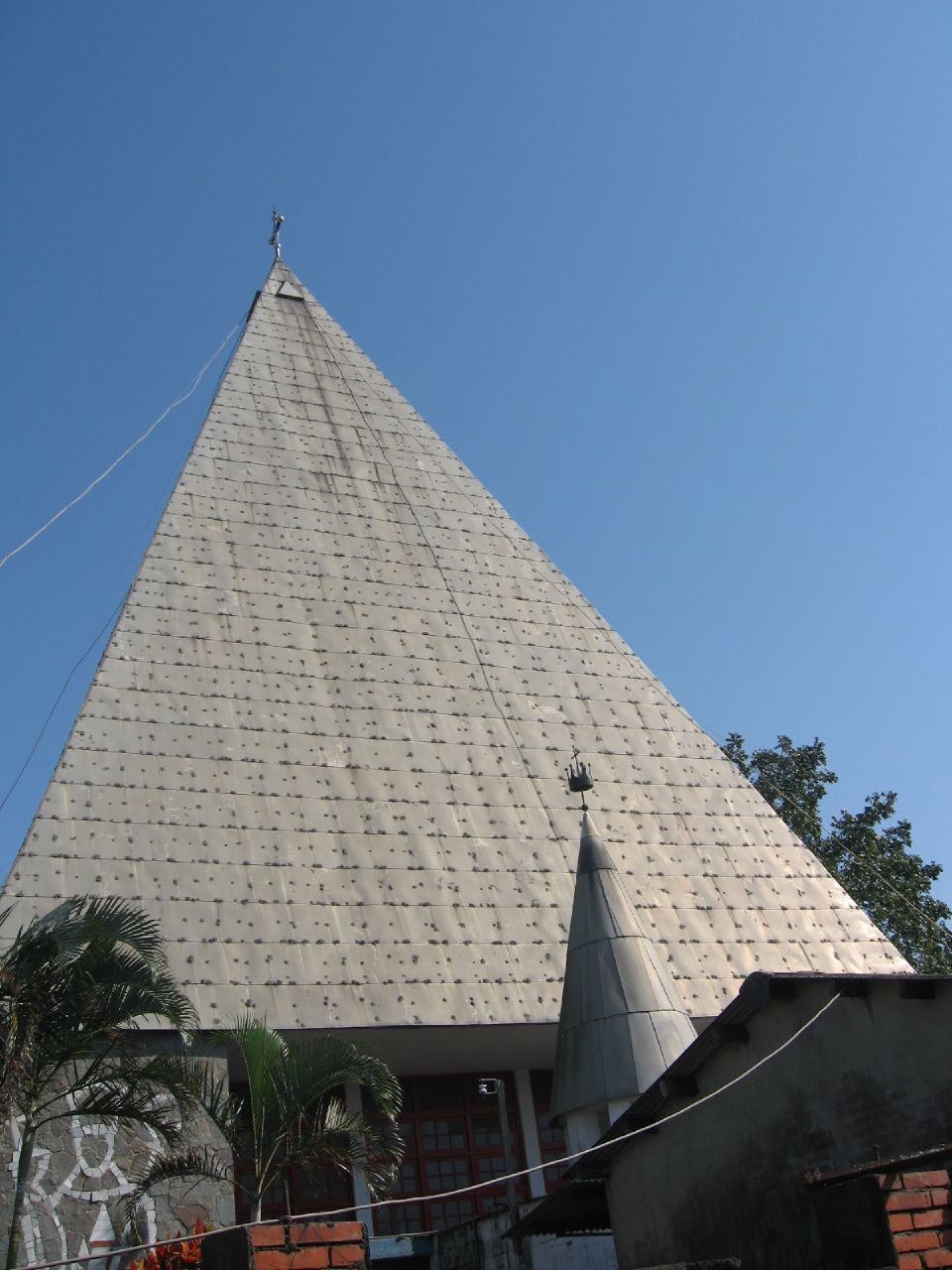
菁寮聖十字架教堂。圖中的尖頂分別裝飾著十字架

## 外部連結
- 菁寮天主堂官方網站
- 菁寮天主堂聖十字架堂官方部落格 （页面存档备份，存于）